# Anomala orientalis
Espèce
Anomala orientalis, le scarabée oriental (oriental beetle en anglais), est une espèce d'insectes coléoptères de la famille des Scarabaeidae, de la sous-famille des Rutelinae.
Originaire d'Asie orientale, cet insecte phytophage est très polyphage, attaquant de nombreuses espèces végétales, notamment les Poaceae (graminées) et de nombreuses espèces cultivées, en particulier en pépinières ou en serres, notamment des plantes ornementales et des petits fruits (framboisier, fraisier, canneberge, bleuet).
Il est considéré comme un ravageur des gazons, les larves se nourrissant des racines de graminées peuvent causer des dégâts importants. En revanche, les adultes qui se nourrissent de diverses fleurs, ont un impact peu important.

## Synonymes
Selon BugGuide :
- Phyllopertha orientalis Waterhouse, 1875
- Blitopertha orientalis (Waterhouse, 1875)
- Exomala orientalis (Waterhouse, 1875)

## Répartition
L'aire de répartition d'Anomala orientalis comprend le nord-est de l'Asie (Chine, Japon, Corée, Taïwan), ainsi qu'en Amérique du Nord une partie des États-Unis (États de la côte est, du Maine jusqu'au Wisconsin et à la Caroline du Nord), ainsi que Hawaï.
Son introduction aux États-Unis date du début du XXe siècle et son expansion vers l'ouest est probablement en cours. Sa présence a parfois été sous-estimée du fait de la confusion possible de ses larves avec celles du scarabée japonais (Popillia japonica), autre espèce introduite d'Asie orientale.
L'espèce est totalement absente de la région OEPP (Europe, bassin méditerranéen et Proche-Orient) et figure sur la liste A1 des organismes de quarantaine de l'Organisation européenne et méditerranéenne pour la protection des plantes (OEPP).
Anomala orientalis fait également partie des organismes nuisibles aux végétaux dont l'introduction est interdite dans l'Union européenne et, à ce titre, est inscrite à l'annexe 1 de la Directive 2000/29/CE du Conseil du 8 mai 2000.